# سانت مارتن

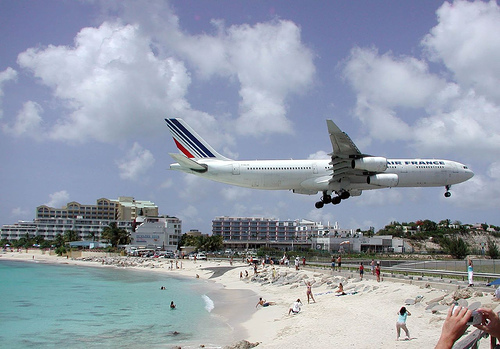
هبوط طائرة الخطوط الجوية الفرنسية في مطار الأميرة جوليانا الدولي منخفضة فوق الشاطىء.

سانت مارتن (بالإنجليزية: Saint-Martin)‏ و(بالفرنسية: Saint-Martin)‏ و(بالهولندية: Sint Maarten) هي جزيرة تقع شمال شرقي جزر الأنتيل، على بعد 250 كم إلى الشمال من أرخبيل جزر جوادلوب و 240 كم إلى الشرق من بورتوريكو. تبلغ مساحتها 87 كم²، وهي مقسمة إلى جزئين:
جزء فرنسي، حيث تبلغ مساحته 53 كم 2 أي بنسبة 60% من المساحة الإجمالية تقريبا، وكانت تابعة لمديرية جوادالوب قبل أن تصبح عضوا في عضوية ما وراء البحار عام 2007 بشكل كامل.
جزء هولندي، حيث تبلغ مساحته 34 كم2 أي بنسبة تقارب 40%، كانت تابعة لـ جزر الأنتيل الهولندية وأصبحت دولة تأسيسية في مملكة الأراضي المنخفضة في أكتوبر عام 2010.
وهي أصغر جزيرة يتقاسمها شعبان ذو جنسيتين مختلفتين. ويعود تاريخ التقسيم إلى عام 1648م. بلغ عدد السكان في 1 يناير 2007م 74852 نسمة، منهم 38927 يعيشون على الجانب الهولندي و 35925 على الجانب الفرنسي.
تعتبر كل من اللغة الفرنسية والهولندية لغتان رسميتان، وتستخدم اللغة الإنجليزية على نطاق واسع في جميع أنحاء الجزيرة. كما يوجد من يتحدث اللغة الإسبانية الكريول البابيامنتو. يعتبر مطار الأميرة جوليانا الدولي المطار الرئيسي في الجزيرة.

## التاريخ
تعود آثار أول من سكن الجزيرة إلى عام 4000 ق.م. حوالي 800 م، كان الأمريكيون الأصليون وهم تاينو (أراواك) سكانا للجزيرة. في القرن الرابع عشر، استوطنها شعب الكاريبي. وقد وجد العديد من المواقع الأثرية لهاتين المجموعتين.
لدى عودة كريستوفر كولومبوس إلى هيسبانيولا (وتسمى هذه الرحلة الثانية) والذي انطلق مع أسطوله المكون من 17 سفينة (بين 11 و 13 نوفمبر 1493) سمّى الجزيرة انتسابا إلى القديس الغالي مارتين التوروزي، وأطلق عليها باللغة المحلية الكاريبية آناذاك "Soualiga" أي جزيرة الملح و"Oualichi" وتعني جزيرة النساء.
منذ 1627، وبعد اكثتشافات واستطلاعات هدفها استخراج المياه الطبيعية المالحة، قام الهولنديون بتثبيت قاعدة في يوليو 1631 تضم 4 مدافع و 30 مجندا بمنطقة غراندباي (فيليسبورغ حاليا)، وقدم بعد ذلك العديد من الأسر الفرنسية من جزيرة سانت كيس وعملو في زراعة التبغ بالجانب الشرقي من سان مارتن.
عام 1638، قام الإسبان بمهاجمة القاعدة الهولندية لفرض سيطرتها على الجزيرة، حيث أنهم استقروا بها وبنوا قلعة فيها على النمط الفرنسي، وأنشؤوا قاعدة تربط بينهم وبين بورتوريكو. في 1644 بقيت القلعة صامدة بعد الهجوم الذي شنه القائد الهولندي الشهير بيتر ستثفسنت، وفشلت المعركة بعد تلقّيه إصابة تسببت في بتر ساقه.
وبعد هذا الهجوم فكك الإسبان القلعة وغادروا الجزيرة، وتركوا بعضا من الفرنسيين والهولنديين الذين اختلفوا في تأسيس حكومة لكل منهما (سانت كريستوفر للفرنسيين وسانت أوستاش للهولنديين). بعد تهديدات صادرة من كلا الجانبين من أجل تقديم تنازلات وإيجاد حل، قسمت الجزيرة إلى منطقتين منفصلتين ذات سيادتين مستقلتين ووضعت قواعد للتعاون المتبادل. وفي 23 مارس 1648 أنشأ وأمضى السير روبرت دي لونفيليه دي بوانسي معاهدة كونكورديا وتعني الألفة والانسجام نيابة عن ملك فرنسا والكابتن توماس مارتن ونيابة عن أمير أورانج. لم تلغ هذه الاتفاقية وما زالت معمولا بها رغم الاختلافات والحوادث على مدى 360 سنة. في أيامنا هذه المادة الخامسة لاتفاقية كونكورديا، لم تعد تحترم حقا. أقرت معاهدة وستفاليا في 24 أكتوبر 1648 مطالب الإسبان الإقليمية بجزر الأنتيل الصغرى.
وفي وقت لاحق، قام القراصنة بغارات عديدة مدمرة، واحتلت القوات العسكرية البريطانية الجزيرة عدة مرات بسسب الصراعات والتحالفات القائمة في أوروبا وبسبب عدم وجود اتفاقيات تربط بين بريطانيا والبلدان الأوروبية الأخرى. يعتمد اقتصاد الجزيرة منذ عام 1965 على التبغ ونبتة النيلي (المشتقة من صبغ النيلي) وقصب السكر والقطن والملح وتربية الحيوانات و السياحة.

## الجغرافيا

خارطة لسان مارتن.

تعتبر كل من ماريغوت الفرنسية وفيلسبورغ الهولندية المدينتان الرئسيتان، والمنطقة التي يتواجد بها عدد كثير من السكان تقع في الجانب الفرنسي ولكن أكثر الناس يعيشون في الجانب الهولندي. أعلى قمة جبل هي بيك باراديس (424 م) في وسط سلسلة جبال في الجانب الفرنسي، ولا يوجد أنهار في الجزيرة، وتغطيها طبقة شاسعة من الغابات والسافانا.
تعتبر كل من أنغويلا وسان بارتليمي أقرب جزيرتين. لكن تعتبر سابا وسانت كيتس ونيفيس وسانت كريستوفر وسانت أوستاتيوس جزرا بعيدة إلا أنها تكون مرئية عن بُعد. وتنتشر بسان مارتن الخلجان والشواطئ الرملية الصفراء إضافة إلى شواطئ صخرية وجبال تتطل على البحر، وهناك عشرات من الجزر الصغيرة في جميع أنحاء الجزيرة ويعتبر شاطئ بينيل أحد أكثر الشواطئ شعبية. وتحيط بها الشعاب المرجانية الصغيرة على الساحل الشرقي من الجزر غير المأهولة (جزيرة تينتمار جزيرة بينيل).
يبلغ متوسط درجة حرارة سنويا 27 درجة مئوية (17 درجة مئوية كحد أدنى و 35 درجة مئوية كحد أقصى). وتبلغ درجة حرارة سطح البحر 26.4 درجة مئوية. ويبلغ متوسط مجموع الأمطار المتهاطلة سنويا 995 ملم، إضافة إلى أيام رعدية.
يوجد بالجزيرة خطوط نقل بحرية عبر ميناء فيلسبورغ التجاري إضافة إلى خطوط نقل جوية بواسطة مطار الأميرة جوليانا الدولي في الشطر الهولندي، ومطار الترجي الإقليمي في الجهة الفرنسية.

## الجيولوجيا والحياة البرية
القوس المشكل لمنطقة جزر الأنتيل الكبرى هو نتيجة تداخل صفيحة من المحيط الأطلسي في صفيحة منطقة البحر الكاريبي. وتتواجد براكين عدة منذ ملايين السنين وتحديدا منذ العصر الحجري في أعماق للبحر. وفي العصر الضحوي انتشرت الشعاب المرجانية وشهدت المنطقة رسوبات ضخمة من الصلصال على الطبقة الرسوبية المغمورة لمدينة أنغويلا، وتعتبر من أقدم الأراضي هناك.
تقتصر الحياة البرية على عدة حيوانت ثدية كالخفافيش (5 أنواع) والراكون والفأر البري والفئران والسموريات.
ويوجد طيور بحرية وساحلية وبرية. إضافة إلى الزواحف كالسحلالي والثعابين، البرمائيات كالضفادع. وتتواجد مفصليات الأرجل كالعناكب، وأصناف كثيرة من الحشرات كالفراشات، ويعتبر البعوض أحد الحشرات التي تزعج مواطني الجزيرة ويوجد 4 أصناف
ومنها البعوضة المصرية وتسبب عدة أمراض كالملاريا وحمى الضنك.

## السياحة

### المرافق

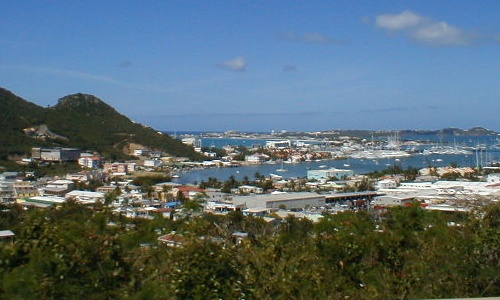
فيليبسبورغ، سان مارتن (هولندا)، الجهة الهولندية.

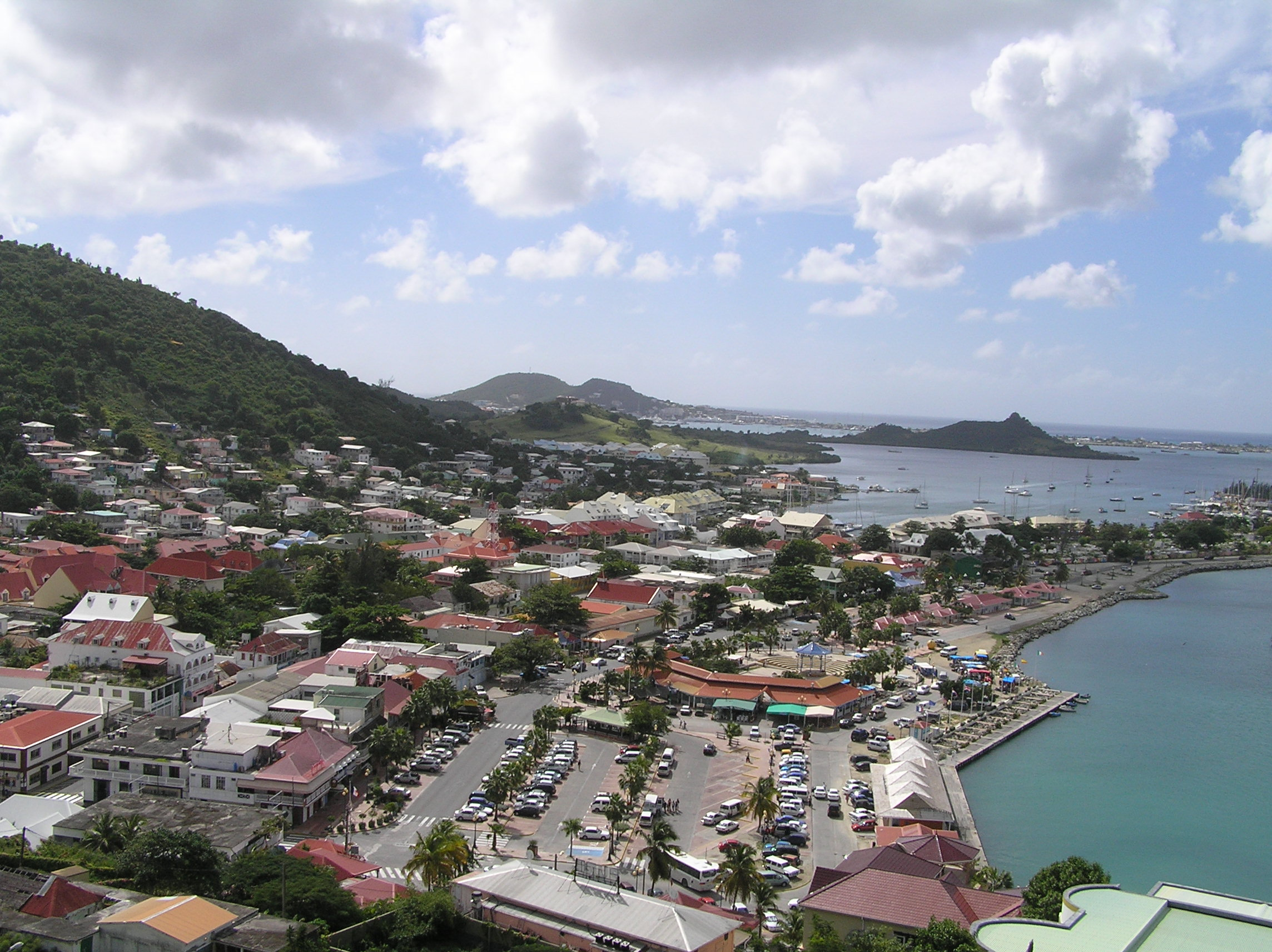
ماريغوت، سان مارتن (فرنسا)، الجهة الفرنسية.

تعرف الجهة الهولندية للجزيرة بمهرجاناتها الليلية وبشواطئها ومحلات بيع الذهب وبمشروباتها الكحولية وكثرة الكازينوهات. أم الجهة الفرنسية فبشواطئ العراة والملابس والتسوق بما في ذلك الأسواق في الهواء الطلق، إضافة إلى كثرة المطابخ الكاريبية الفرنسية زالهندية. ويتوفر بالجزيرة سلسلة فنادق وفيلات وتايمشير، وكثير منها متاح للإيجار أو للبيع. السيارات المستأجرة هي الوسيلة الأساسية لنقل للزوار والتنقل في أرجاء الجزيرة، وإذا كان الزوار يريدون الذهاب إلى الشواطئ البعيدة والمنعزلة فإنه ينصح باستعمال سيارات ذات الدفع الرباعي، ومع تزايد عدد السكان والسياح، بدأت حركة المرور تشكل مشكلة أساسية، تعاني المدينة من اختناقات مرورية في ماريغوت وفيليسبورغ وفي الأماكن القريبة من المطار. وكونها تقع في منطقة الالتقاء المدارية، فهي مهددة في بعض الأحيان بسبب نشاط العواصف الاستوائية في أواخر الصيف وأوائل الخريف.

### التسوق
يوجد بمحلات سان مارتين، العديد من البضائع المعفاة من الضرائب الجمركية، وتشمل السلع الشعبية اليدوية والفنون المحلية، إضافة إلى الأطعمة الغريبة والمجوهرات والمشروبات الكحولية والتبغ والمنتجات الجلدية فضلا عن المنتجات المصممة، وتؤدي هذه السلع إلى وليد خصومات عديدة، حيث أنها تصبح أرخص ثمنا بنسبة 40% مقارنة بالولايات المتحدة. تستخدم سان مارتين اليورو كعملة لها، ولكن الشطر الهولندي يستخدم غويلدر الأنتيل الهولندية ويعادل 1.79 دولارا أمريكيا. وهناك شكوك حول إمكانية اعتماد اليورو كعملة بديلة. كما تتوفر عدة متاجر تتعامل بالدولار الأمريكي، على الرغم من استخدام سعر صرف أكثر تكلفة في بعض الأحيان .

## النقل

### المراقبة الحدودية
على الرغم من أن كلا شطري الجزيرة يتبع منطقة شنغن، إلا أنه يتم القيام بإجراءات المراقبة الحدودية بالكامل عند السفر بين الجزيرة    وأوروبا، ونادرا ما تكون هناك مراقبة على الحدود بين الجانبين في الجزيرة. ويجري تنفيذ المعاهدة الفرنسية الهولندية بشأن مراقبة الحدود بسانت مارتن لتنسيق المراقبة الخارجية في كلا المطارين الرئيسيين .

### المطارات

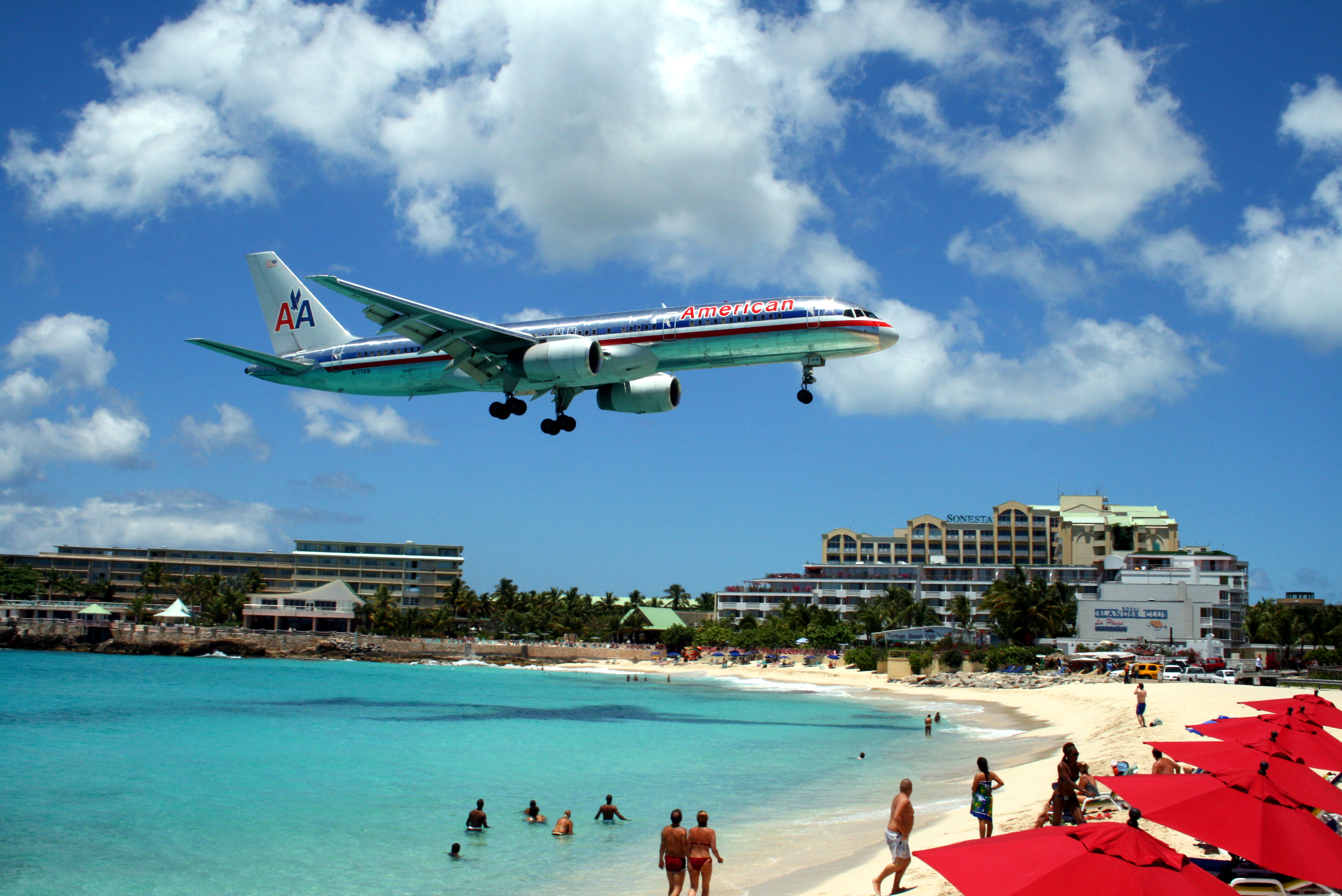
هبوط طائرة بوينغ 757 تابعة للخطوط الجوية الأمريكية في مطار الأميرة جوليانا الدولي.

يستقبل مطار الملكة جوليانا الدولي عددا كثيفا من الطائرات سواء كانت الخاصة أو النفاثة كبوينغ 747 وإيرباص إيه 340 وماكدونل دوغلاس أم دي-11، وتساهم في دفق عدد كبير من السياح يوميا. يعتبر مدرج المطار قصيرا للغاية وهو يقع بالقرب من شاطئ البحر، وقد تضطر بعض الطائرات الضخمة إلى استعمال منطقة حوافي النفخ الموجودة في أول المدرج لتجنب خروجها منه، كما أن الكثير من السياح يراقبون بكثرة نزول الطائرات رغم وجود لافتات تحذر من الاقتراب من تلك المنطقة وتحديدا من شاطئ ماهو. رغم ذلك يقوم كثيرون الاقتراب والتقاط صور للطائرات والتي تكون جد قريبة من الشاطئ. ويوجد أيضا مطار صغير (محلي) في الجانب الفرنسي ويستقبل طائرات صغيرة ومروحيات ويقدم خدمات محلية للجزر المجاورة. ونظرا لموقعه، فإن هذا المطار يعاني من الضباب الكثيف في مواسم الأعاصير .

## وصلات خارجية
معلومات عامة
- سانت مارتن على مشروع الدليل المفتوح

أخبار وإعلام
- جرائد بسان ماتن
- أخبار جريدة يومية بالفرنسية

سفر
- موقع سياحي
- موقع سان مارتين الفرنسية
- موقع مطار الأميرة جوليانا الدولي

أخرى
- الطبيعة